# Agapanthus praecox
Espèce
Classification APG III (2009)
Statut de conservation UICN

 NE  : Non évalué

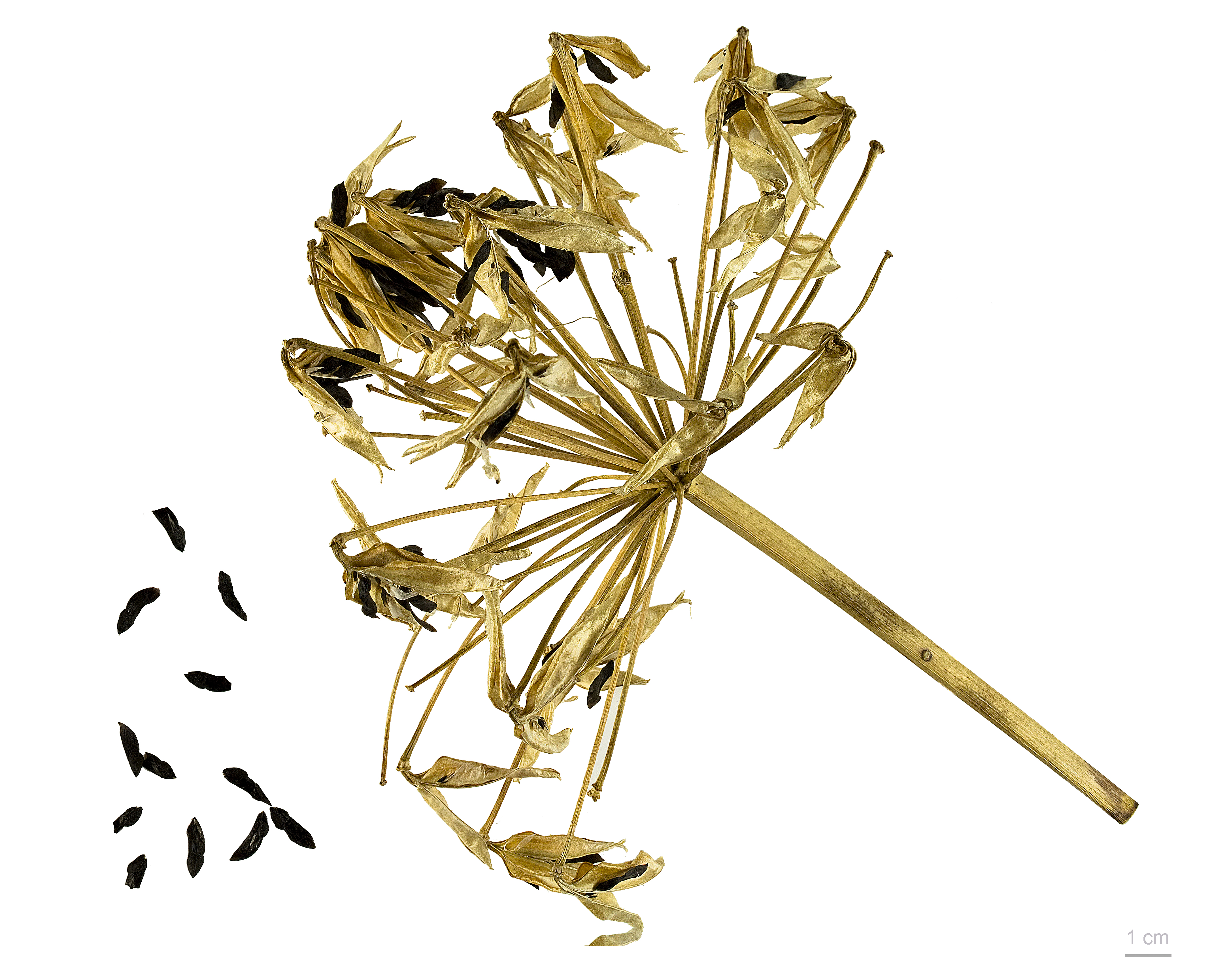
Agapanthus praecox au Muséum de Toulouse.

Agapanthus praecox, communément appelée Agapanthe, est une espèce de plantes à fleurs du genre Agapanthus, de la famille des Amaryllidacées.
C'est une plante herbacée vivace originaire d'Afrique du Sud à l'est de la province du Cap (d'où son nom Agapanthe d'Adélaïde) et est souvent utilisée comme plante ornementale.

## Description
L'Agapanthe précoce (ou tubéreuse bleue ou encore lis du Nil) est une plante vivace mellifère qui peut survivre jusqu'à 75 ans. Sa tige atteint un mètre de haut. Ses racines sont très puissantes et peuvent casser du béton.
Ses feuilles caduques mesurent 2 cm de large et atteignent 50 cm de long. 
Son inflorescence est en ombelle. Les fleurs de l'agapanthe sont bleues, violettes ou blanches et s'épanouissent l'été. Elles donnent des capsules remplies de fines graines noires (à conserver au frais dans du sable jusqu'au semis).
Toutes les parties de la plantes sont toxiques.

### Confusion possible
Parfois des agapanthes vendues sous le nom d'Agapanthus africanus (feuillage persistant sensible au gel) sont en fait des praecox (feuillage caduc, rustique).

## Culture
Cette Agapanthe précoce apprécie une terre bien drainée, riche, mais supporte un sol pauvre. Une exposition au plein soleil est préférable mais elle supporte la mi-ombre. Elle n'aime pas être déplacée.
Multiplication possible par semis (floraison sous 3 à 4 ans) ou division de touffes.
L'Agapanthe précoce supporte bien la sécheresse une fois bien installée mais un arrosage est préférable en cas de longues périodes sèches. Elle passe l'hiver sous forme de souche et disparaît donc complètement pendant les mois froids.
Contrairement aux idées reçues, cette espèce supporte bien le vent, le gel et le froid jusqu'à -15 °C à condition de protéger les souches les deux premières années avec un paillage.
On peut les associer aux Dahlias et aux cannas pour avoir des fleurs de juin à septembre.

### Parasites
Il faut protéger les jeunes pousses des limaces et des escargots. Un apport de 2 ou 3 poignées de cendres de bois autour de la souche au printemps repoussera les gastéropodes quelques jours et fera un bon apport de potasse.

## Liste des sous-espèces
Selon World Checklist of Selected Plant Families (WCSP) (5 avr. 2011) :
- Agapanthus praecox subsp. minimus (Lindl.) F.M.Leight., J. S. African Bot. (1965)
- Agapanthus praecox subsp. orientalis (F.M.Leight.) F.M.Leight., J. S. African Bot. (1965)
- Agapanthus praecox subsp. praecox